# Monovocalisme

El text monovocàlic és una variant del lipograma en l'esperit de l'Oulipo. Consisteix en aquell construït amb només una vocal. Una novel·la monovocàlica comporta moltes dificultats, però un text més breu és fàcil d'escriure. També es pot construir un text amb seqüèles monovocàliques diferents:
L'afalagava massa; va atrapar en el terme de Centelles l'Enric. I li dic:

-Miri, li tiro cocos, no poso rocs, no sóc com un cucut nu: prou lluu un cru futur.

## Monovocalisme en literatura catalana
"Anava a Barna, a calar amarga saba calda can Patraxal. Las, al basar amb paracalamarsa fats malvats s'han palplantat. La bàrbara, maca, malcarada, s'atansava: anava a carnaval amb llarga mata dansant, amb arracada a l'ala nasal... Arravatada, va llançar: "Ah! Cassà... Cassà..." M'assaltà amb la navalla nacrada abans amagada; l'alçà, la clavà a ma panxa.
Tard, aclaparat, sagnava al matalàs; arran, l'avatar armat (anava amb llança, amb alabarda, tapat amb casc) clamà: "Xalava, la xavala,a l'atacar?"
Xocolata desfeta - Exercicis d'espill, Joan-Lluís Lluís.
CR[ə]C de Pau Riera: 
Crec en la fe de què bec.
Crec en prendre, crec en rebre.
Crec en permetre'm decebre
per aprendre del que crec
Em crec pres del frec a frec
de les parets de l'alè.
Crec que em ferma el pes d'haver
pres el que crec que m'emplena,
crec que em cerc a la serena
sense saber-ne el perquè.

En el llibre Contes enigmístics de l'Alegrià Julià, hi ha contes monovocàlics amb cadascuna de les cinc vocals. Per exemple aquest conte monovocàlic amb la lletra A:
L'Alba fa:
-Aaah!
Ha ballat massa. Para d'anar amb la canalla. La rascada a la cama fa mal, la sang raja. La Marta, la mama, va cap allà, l'agafa, l'abraça.
-Va Alba, cap a casa, t'has cansat massa amb la dansa.

-La dansa... Ja! Saps? - fa l'Alba cansada -. S'ha acabat ballar. Ara a cantar.

## Monovocalisme en literatura francesa
En francès el nom Estelle o la novel·la Les Revenentes de Georges Perec són monovocalismes en e.
Aquest mateix autor escrigué sota el nom de Gargas Parac un text titulat 
"What ha man !" 
Aquest és un monovocalisme en a.

Smart à falzar d'alpaga nacarat, frac à rabats, brassard à la Franz Hals, chapka d'astrakhan à glands à la Cranach, bas blancs, gants blancs, grand crachat d'apparat à strass, raglan afghan à falbalas, Andras MacAdam, mâchant d'agaçants partagas, ayant à dada l'art d'Alan Ladd, cavala dans la pampa. Passant par là, pas par hasard, marchant à grands pas, bras ballants, Armand d'Artagnan, crack pas bancal, as à la San A, l'agrafa. Car l'an d'avant dans l'Arkansas... FLASH-BACK ! -- Caramba ! clama Max. -- Pas cap ! lança Andras. -- Par Allah, t'as pas la baraka ! cracha Max. -- Par Satan ! bava Andras. Match pas banal : Andras MacAdam, campagnard pas bavard, bravant Max Van Zapatta, malabar pas marrant. Ça barda. Ça castagna dans la cagna cracra. Ça balafra. Ça alla mal. Ah la la ! Splatch ! Paf ! Scratch ! Bang ! Crac ! Ramdam astral !
Max planta sa navaja dans l'avant-bras d'Andras. Ça rata pas. -- Ça va pas, fada ! brama Andras, s'affalant à grand fracas. Max l'accabla. -- Ha ! Ha ! Cas flagrant d'asthma sagrada ! Ça va, à part ça ? -- Bâtard vachard ! Castrat à la flan ! râla Andras, blafard. Bang ! Bang ! Andras MacAdam cracha sa valda. Max l'attrapa dans l'baba, flancha, flagada, hagard, raplapla. -- Par Achab, Maharadja d'Al-Kantara, va à Barrabas ! scanda Andras. -- Alas, alas ! ahana Max, clamçant.
Andras MacAdam à Alcatraz, Armand d'Artagnan avança dans sa saga, cravatant l'anar Abraham Hawks à Rabat, passant à tabac Clark Marshall à Jaffa, scalpant Frank « Madman » Santa-Campana à Malaga, fracassant Baltard, canardant Balthazar Stark à Alma-Ata (Kazakhstan), massacrant Pascal Achard à Granada, cachant l'Aga Khan dans sa Jag à Macassar, accalamant la Callas à la Scala, gagnant à la canasta à Djakarta, dansant sambas, javas, czardas, raspas, chachachas à Caracas, valsant à Bandar Abbas, adaptant Franz Kafka à l'Alhambra, Gadda à l'Alcazar, Cravan, Tzara, Char à Ba-Ta-Clan, Hans Fallada à Harvard, paraphrasant Chaban à Cajarc, calfatant yachts, catamarans, chalands à Grand Bassam, sablant à ras hanaps cramant d'Ayala, allant dans sa Packard d'Atlanta à Galahad's Ranch (Kansas), lampant schnaps, grappa, marc, armagnac, marsala, avalant calamars à l'ananas, tarama sans safran, gambas, cantal, clams d'Alaska, chassant pandas à Madagascar, chantant (mal) Bach, Brahms, Franck à Santa Barbara, barman à Clamart, wattman à Gand, marchand d'abats à Panama, d'agar-agar à Arras, d'hamacs à Carantan, charmant à Ankara la vamp Amanda (la star dans « T'was a man as tall as Caracalla »), catchant à Marmara dans la casbah d'Akbâr, nabab d'Agra, grand flambart passant d'anthrax nasal, sans mal, tard, tard, dans sa datcha à Karl-Marx-Stadt, s'harassant dans l'alarmant grabat à draps blancs, lançant, at last, glas fatal, « Abracadabra ! »

### Exemples de monovocalisme
- Monovocalisme en o Arxivat 2011-09-02 a Wayback Machine.
- Monovocalisme en el 6 Arxivat 2011-09-20 a Wayback Machine.
- Monovocalismes en a, e, i, o, u